# Euophrys nigripalpis
Euophrys nigripalpis är en spindelart som beskrevs av Simon 1937. Euophrys nigripalpis ingår i släktet Euophrys och familjen hoppspindlar. Inga underarter finns listade i Catalogue of Life.